# The Big Combo
The Big Combo (prt: Rajada de Morte; bra: Império do Crime) é um filme noir estado-unidense do género suspense policial, realizado por Joseph H. Lewis, escrito por Philip Yordan, e protagonizado por Cornel Wilde, Richard Conte, Brian Donlevy e Jean Wallace. Estreou-se nos Estados Unidos a 23 de março de 1955, e em Portugal a 14 de maio de 1956.

## Elenco
- Cornel Wilde como tenente de polícia Leonard Diamond
- Richard Conte como Senhor Brown
- Brian Donlevy como Joe McClure
- Jean Wallace como Susan Lowell
- Robert Middleton como capitão de polícia Peterson
- Helene Stanton como Rita
- Lee Van Cleef como Fante
- Earl Holliman como Mingo
- Helen Walker como Alicia Brown
- Jay Adler como Sam Hill
- John Hoyt como Nils Dreyer
- Ted de Corsia como Bettini

## Galeria

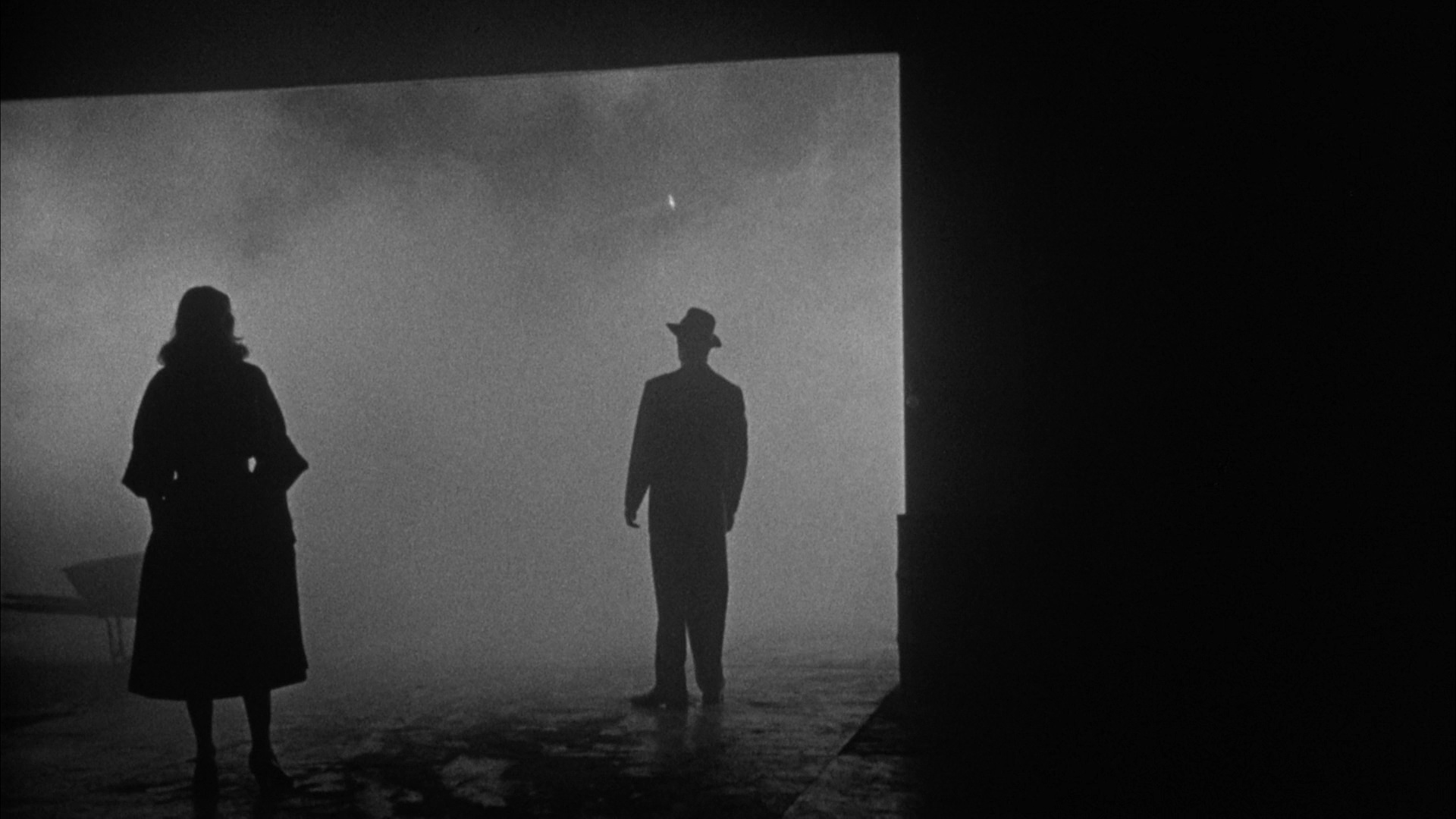
Captura de ecrã do trailer
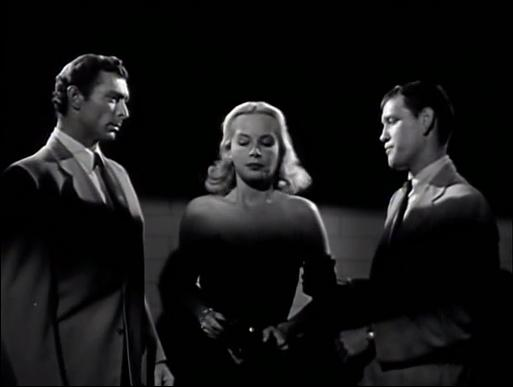
Os atores Lee Van Cleef, Earl Holliman e Jean Wallace
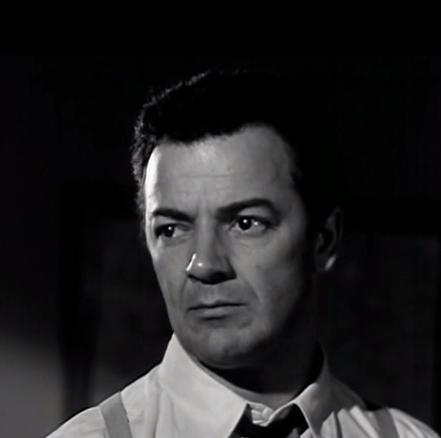
Cornel Wilde
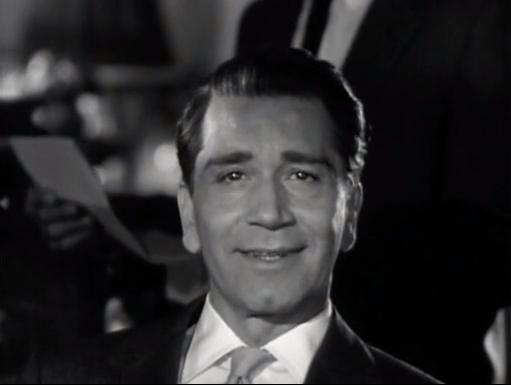
Richard Conte
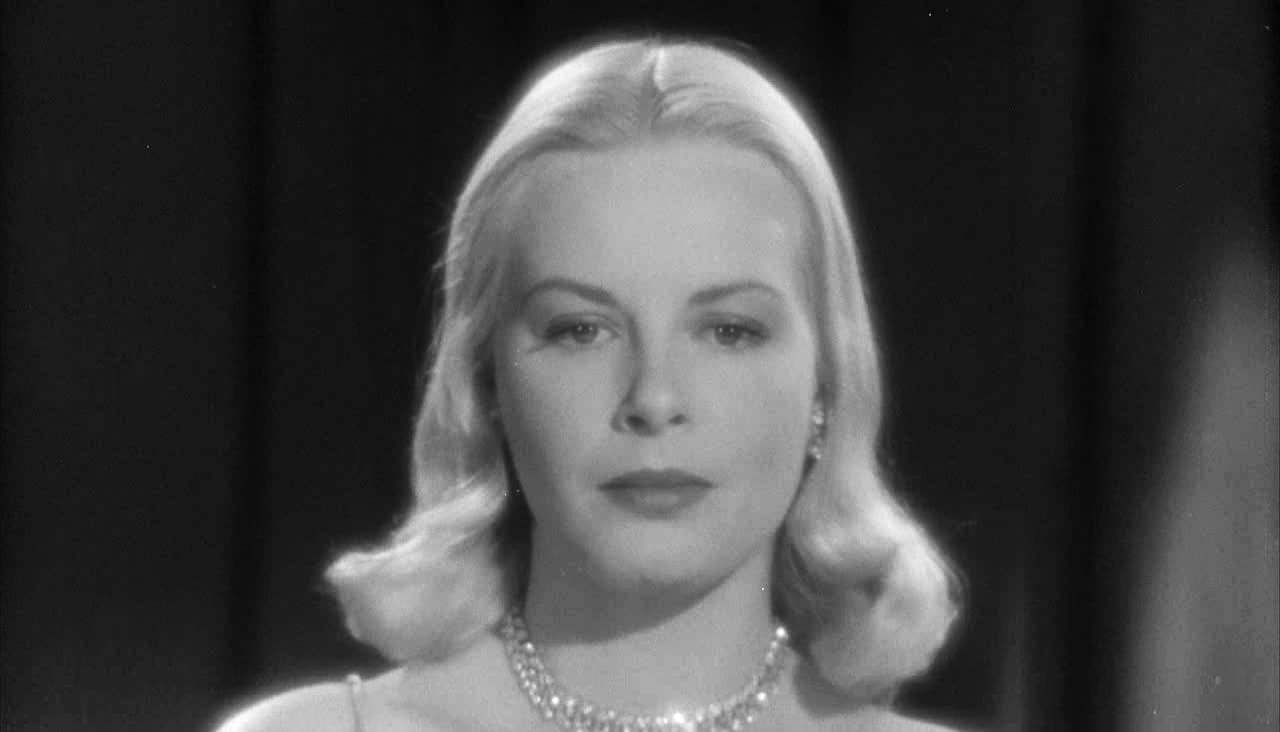
Jean Wallace